# 松岡正雄
松岡 正雄（まつおか まさお、1925年4月21日 - 2004年9月12日）は、日本の実業家、馬主。
株式会社キョウエイアドインターナショナルなどの代表取締役社長を務めていたほか、馬主として「キョウエイ」「インター」の冠名で知られ、日本中央競馬会（JRA）のリーディングを獲得するなどの活躍を見せた。

## 経歴
1925年、広島県出身。名古屋市立名古屋商業高等学校を卒業後、1948年にインターナショナル宣伝株式会社を設立。1961年に広告代理店の共栄興業（1973年よりキョウエイアドエージェンシー）を創業する。1963年に株式会社に改組のうえ代表取締役就任。1983年にインターナショナル宣伝株式会社とキョウエイアドエージェンシーを合併させ、社名をキョウエイアドインターナショナルに変更し、代表職を次男の松岡雅昭へ禅譲する。2004年9月12日午前11時24分、病気のため死去。79歳没。

## 人物
従兄に、法学者で明治大学名誉教授の松岡三郎がいる。趣味は読書。

## 馬主活動

松岡の勝負服

日本中央競馬会（JRA）に登録していた馬主としても知られた。勝負服の柄は桃、白袖、青三本輪、冠名には主に「インター」「キョウエイ」を、ほかに「ケイシュウ」「ワールド」も使用していた。1970年代、1980年代前半には中央競馬のリーディングオーナーともなっており、2023年現在、個人馬主としては最後にリーディングを獲得した馬主となっている。
1967年には競走馬の生産牧場であるインターナショナル牧場を北海道沙流郡門別町に開設しオーナーブリーダーとしても活動。1997年にキョウエイマーチが桜花賞を制して生産馬で初のGI競走制覇を果たした。しかし正雄の没後に同牧場は閉鎖され、その後は次男の雅昭の甥が新ひだか町清畠のアイズスタッドにて馬産を行っている。
妻の松岡留枝、次男の雅昭も馬主であり、勝負服の柄はそれぞれ青、桃袖、白三本輪と鼠、黒十字襷。関連会社にインターナシヨナルホース株式会社があり、正雄の没後は同社が「桃、白袖、青三本輪」の服色を使用した。

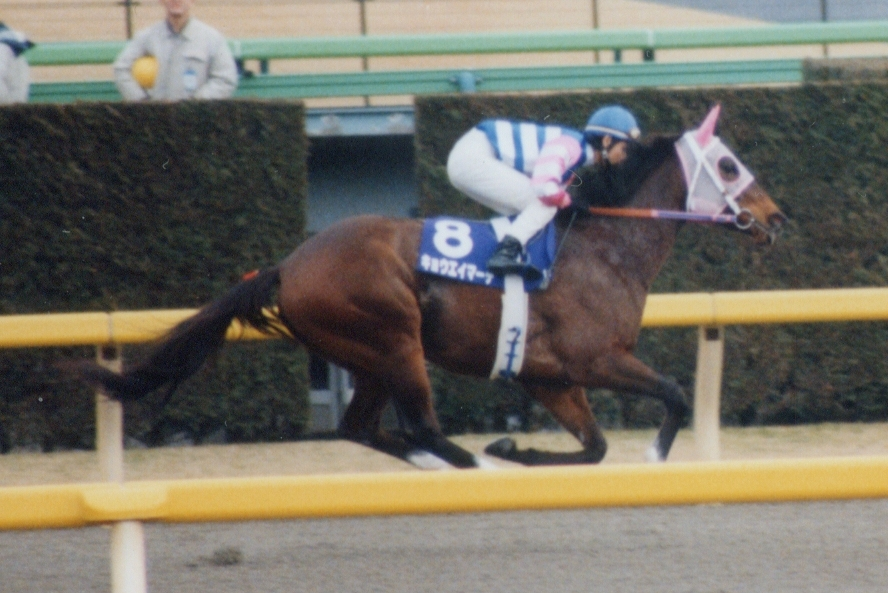
留枝の勝負服を着用した秋山真一郎、騎乗馬キョウエイマーチ

## 主な所有馬

### 八大競走・GI級競走優勝馬
- インターグロリア（1977年桜花賞、エリザベス女王杯、阪神牝馬特別、1978年マイラーズカップ、京都牝馬特別、有馬記念2着、1979年京都牝馬特別）
- インターグシケン（1977年阪神3歳ステークス2着、1978年菊花賞、きさらぎ賞、NHK杯、皐月賞2着、1979年金杯）
- スリージャイアンツ[注 1]（1979年天皇賞・秋、ダイヤモンドステークス）
- キョウエイプロミス（1982年毎日王冠、ダイヤモンドステークス、有馬記念3着、1983年天皇賞・秋、ジャパンカップ2着）
- キョウエイタップ（1990年エリザベス女王杯、サンスポ賞4歳牝馬特別）
- キョウエイマーチ（1997年桜花賞、報知杯4歳牝馬特別、ローズステークス、秋華賞2着、マイルチャンピオンシップ2着、1999年阪急杯）

### 重賞競走優勝馬
- キョウエイヒカリ（1966年ハリウッドターフクラブ賞）
- インターヒカリ（1971年阪神障害ステークス・秋、京都大障害・秋、1972年京都大障害・春）
- インターブレイン（1973年京王杯スプリングハンデキャップ）
- キョウエイアタック（1973年中日新聞杯）
- キョウエイグリーン（1973年スプリンターズステークス、1974年安田記念）
- ケイシュウフォード（1976年朝日チャレンジカップ）
- キョウエイアセント（1983年鳴尾記念、1984年京都記念）
- キョウエイウオリア（1983年阪神障害ステークス、1986年阪神障害ステークス・秋、1989年中山大障害）
- キョウエイレア（1984年高松宮杯）
- インターアニマート（1989年中京記念）
- インターボイジャー（1989年札幌3歳ステークス）
- キョウエイボーガン（1992年神戸新聞杯、中日スポーツ賞4歳ステークス）
- インターシュプール（1994年新潟記念）
- インターライナー（1995年日経賞）
- インターフラッグ（1998年ステイヤーズステークス[注 2]）

### その他の所有馬
- インターグッド（1974年東京優駿2着）
- ダンディルート（フランスで藤田正明と共に購入し、現地で競走生活の後に日本に種牡馬として輸入）
- ケイシュウハーブ（ワールドクリーク、スマートファルコンの母）

### 松岡留枝の所有馬
- インターマイウェイ（1995年産経大阪杯、函館記念）
- キョウエイマーチ（1999年マイルチャンピオンシップ南部杯2着、2000年京都金杯、正雄より名義変更）
- キョウエイトルース（サウンドトゥルー、アナザートゥルース、ルールソヴァールの母）
- インタータイヨウ（2002年兵庫チャンピオンシップ、ジャパンダートダービー2着）

### インターナシヨナルホース名義の所有馬
- ワールドクリーク（1999年東京大賞典[注 3]）
- インタータイヨウ（この名義に変更後は未勝利）